# Riad Amrane
Pour les articles homonymes, voir Amrane.
Riad Amrane est un joueur algérien de volley-ball, né le 25 décembre 1978,,,.

## Clubs
| Club                   | Pays    | De        | À         |
| ---------------------- | ------- | --------- | --------- |
| USM Blida              | Algérie |           |           |
| Pays de Grasse VB (N3) | France  |           | 2006-2007 |
| Club Alès CVB          | France  | 2006-2007 | 2006-2007 |
| Saint-Nazaire VBA      | France  | 2007-2008 | 2008-2009 |
| CA Brive               | France  | 2009-2010 | 2015-2016 |

## Palmarès

### Sélection nationale
- Championnat d'Afrique
  - 2009 : Finaliste
  - 2003 : 4e